# Pterocephalus kunkelianus
Pterocephalus kunkelianus är en tvåhjärtbladig växtart som beskrevs av J. Peris, A. Romo, G. Stübing. Pterocephalus kunkelianus ingår i släktet Pterocephalus och familjen Dipsacaceae. Inga underarter finns listade i Catalogue of Life.